# 一宮城 (上総国)
一宮城（いちのみやじょう）は、千葉県（上総国）長生郡一宮町城ノ内にあった日本の城。一宮町指定史跡。通称「城山」。中世末期に一旦廃城となったが、江戸時代後期に一宮藩の陣屋として再建され、一宮陣屋（いちのみやじんや）と称した。

## 概要
天然の地形を利用し標高約30メートルの台地上に築かれた平山城（要害）で、築城時期は南北朝時代から16世紀とされるが詳細不明。戦国時代の天文年間（1532年～1555年）には、里見氏に帰属していた正木氏の支配下にあった。第二次国府台合戦後、正木氏は分裂して北条氏に内通した正木時忠は、里見氏方の正木憲時方にあった一宮城を攻略して嫡男の正木時通を置いた。永禄年間（1558年～1570年）には里見氏・北条氏、そして分裂した正木氏が絡んで一宮城を巡る攻防戦が度々行われて、城下にあった玉前神社（上総国一宮）の宮司が社宝を持ち出して隣国の下総国に一時疎開したと伝えられている。
後に時忠父子が里見氏に復帰したため、再び憲時の支配下に置かれた。だが、後に正木憲時が里見義頼によって討たれると、里見氏が城代を直接派遣して同城を支配したとされているが、この時期の経緯は不詳であり、小田原征伐当時同城を支配していた鶴見氏は本多忠勝の攻撃を受けて没落したとされている。その後、暫くは新領主となった徳川氏の城代が設置されていたとも言われているが、遅くても文禄年間（1593年～1596年）までには廃城となった。
その後、一宮は寛政8年（1796年）に、伊勢八田藩の飛領とされる。文政9年（1826年）、八田藩主加納久儔が、江戸湾警備の都合から、飛領であった上総に藩庁移転を決定し、その際に荒廃して土塁のみが残っていた一宮城の跡地に陣屋を設置して周辺を整備した。以後、明治まで一宮藩の藩庁として機能したが、明治4年（1871年）の廃藩置県によって再度廃城となった。
1983年（昭和58年）から翌年にかけて武道館建設のために城跡の一部で発掘調査が行われて、厚い焼土層の中から中国製陶器や武器類などが出土している（出土品は町指定の有形文化財）。

## アクセス
- JR外房線　上総一ノ宮駅　徒歩10分